# Gino De Weirdt
Gino De Weirdt (Deinze, 29 ottobre 1969) è un ex ciclista su strada belga dalla breve carriera.

## Carriera
Corridore in forza alla Agritubel, fu attivo tra i professionisti dal 2000 al 2004. Conseguì numerosi piazzamenti nelle corse di un giorno belghe, tra cui spicca la vittoria alla Gullegem Koerse del 2003.

## Palmarès

### Strada
- 2000

Internatie Reningelst
- 2003

Gullegem Koerse